# Rittergut Remeringhausen
Das Rittergut Remeringhausen ist ein seit dem Ende des 16. Jahrhunderts nachgewiesenes  Rittergut in der Stadt Stadthagen im Landkreis Schaumburg.

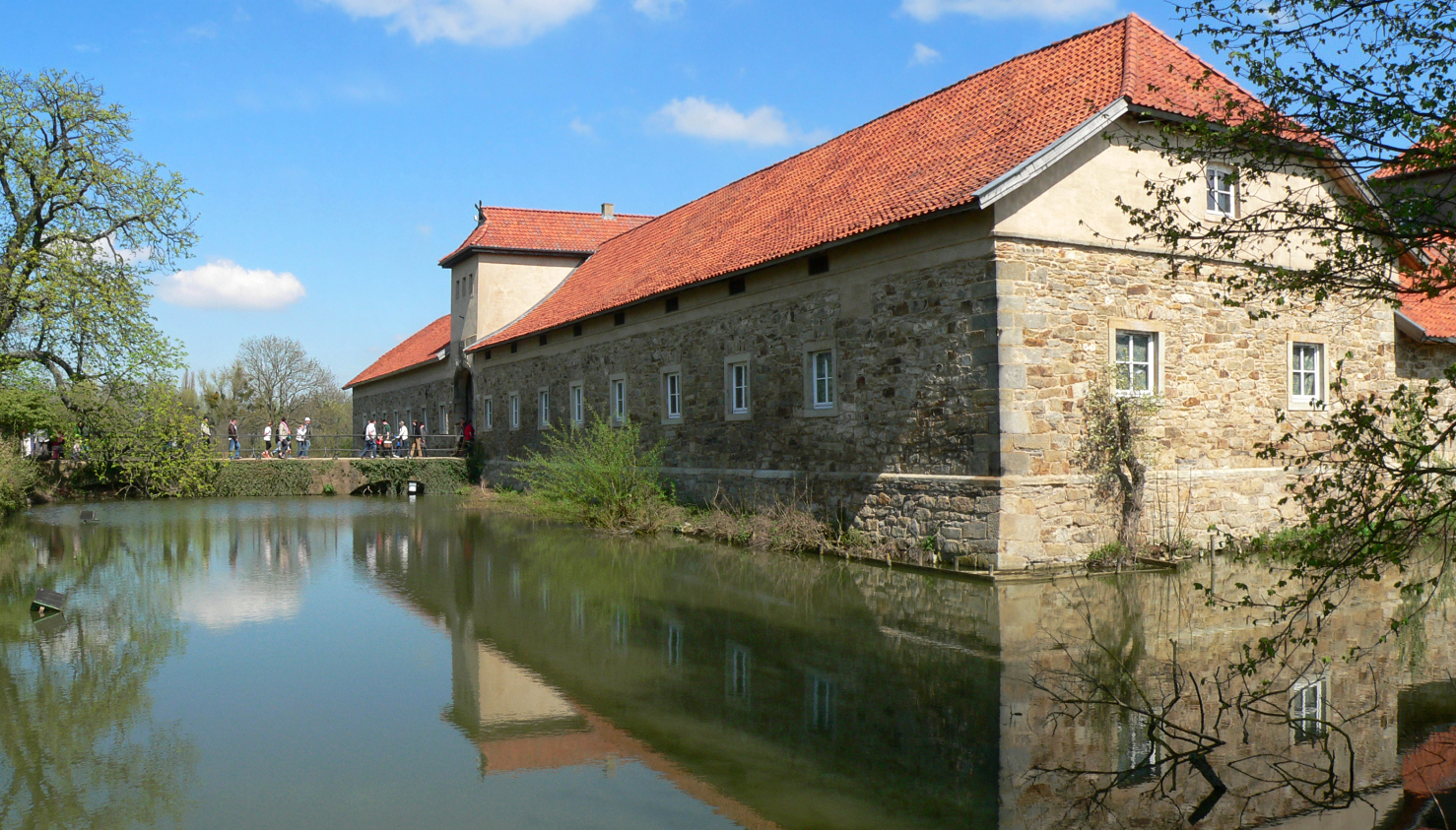
Wassergraben mit Brücke zum Torhaus des Ritterguts Remeringhausen

## Lage
Das Rittergut liegt am Ortsrand von Heuerßen an den nordöstlichen Ausläufern des Bückeberges rund 90 Meter über NN. Es befindet sich unweit südlich der Bundesstraße 65 zwischen Stadthagen und Bad Nenndorf.

## Geschichte
Im Jahre 1565 erbte Börries von Münchhausen (* 1515), Herr auf Apelern, Drost zu Lauenau, das Rittergut Hessisch Oldendorf sowie einen Meierhof in Remeringhausen von seinem Schwiegervater Nikolaus von dem Bussche (Claus Büschen). Beide Anwesen vererbte Borries von Münchhausen seinem Sohn Ludolph von Münchhausen, der hier und in Oldendorf eine berühmte Bibliothek zusammentrug. Dieser wandelte durch Bauernlegen den Hof eines leibeigenen Meiers in ein eigenbewirtschaftetes Gut um. Der Landesherren, die Schaumburger Grafen Adolf XI. und Ernst, akzeptierten die Gründung eines neuen Rittergutes jedoch nicht; diesen Status und seine Vorrechte (insbesondere die Landtagsfähigkeit als Mitglied der Schaumburgischen Ritterschaft) erhielt das Gut erst unter der nächsten Generation. Ludolph heiratete 1600 die 15-jährige Anna von Bismarck aus dem Hause Krevese und Schönhausen. Sie hatten 18 Kinder, darunter fünf Söhne. Ludolph errichtete in Remeringhausen ein Renaissanceschloss, von dem heute noch ein Nebentrakt steht. 1596 hatte er die dieses Gebäude schmückende Sonnenuhr von Henning Ebbeke, Amtmann zu Sachsenhagen, erworben.

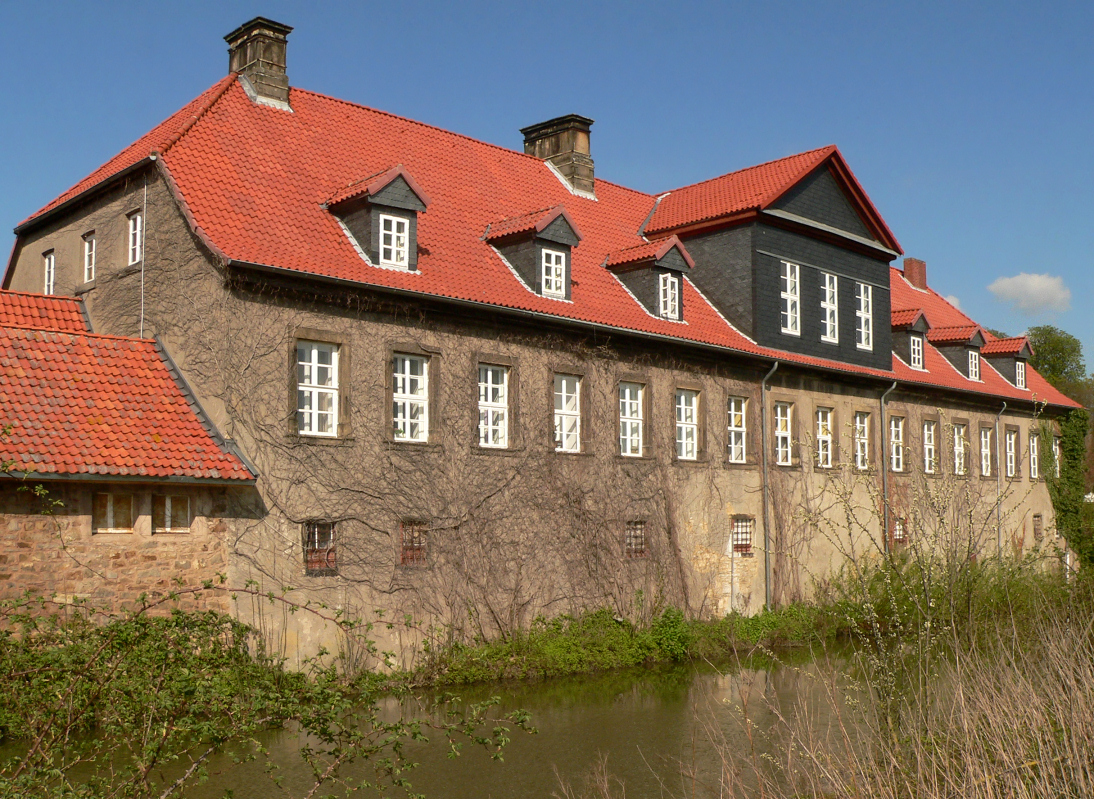
Herrenhaus, Rückseite am Wassergraben

Später wurde der Bau durch ein barockes Herrenhaus ersetzt, das heute noch steht. Das Rittergut befindet sich seit über 500 Jahren im Familienbesitz. Es war eines von vielen Gütern der Familie von Münchhausen in der Region, darunter Apelern, Lauenau, Stolzenau, Bettensen, Nienfeld und Hessisch Oldendorf (die vier ersteren noch im Besitz der Münchhausens). Nach dem Tod von Hans Georg Freiherr von Münchhausen 1952 erbte sein Neffe Eberhard von Breitenbuch das Rittergut Remeringhausen. Heutige Eigentümerin ist dessen Enkelin Tania von Schöning. Ab 2001 wurden alle Gebäude denkmalgerecht renoviert.
Einige Historiker vermuten, dass Remeringhausen (bis ca. 1700 „Remerhusen“) einst ein Spähposten der Römer war. Die Lage oberhalb einer weitläufigen Ebene ist ein Ort, an dem jede Truppenbewegung auf dem Hellweg als Vorläufer der heutigen B 65 beobachtet werden konnte. Die quadratische Geländeplattform, die nachweislich bereits um 1600 bestand, war typisch für befestigte Römerlager. Später hätte dieser Bereich den Bewohnern des Dorfes Heuerßen als Wehrburg gedient. Während des Dreißigjährigen Krieges diente das Rittergut der Familie von Münchhausen als befestigter Wehrhof.

## Gebäude und Park

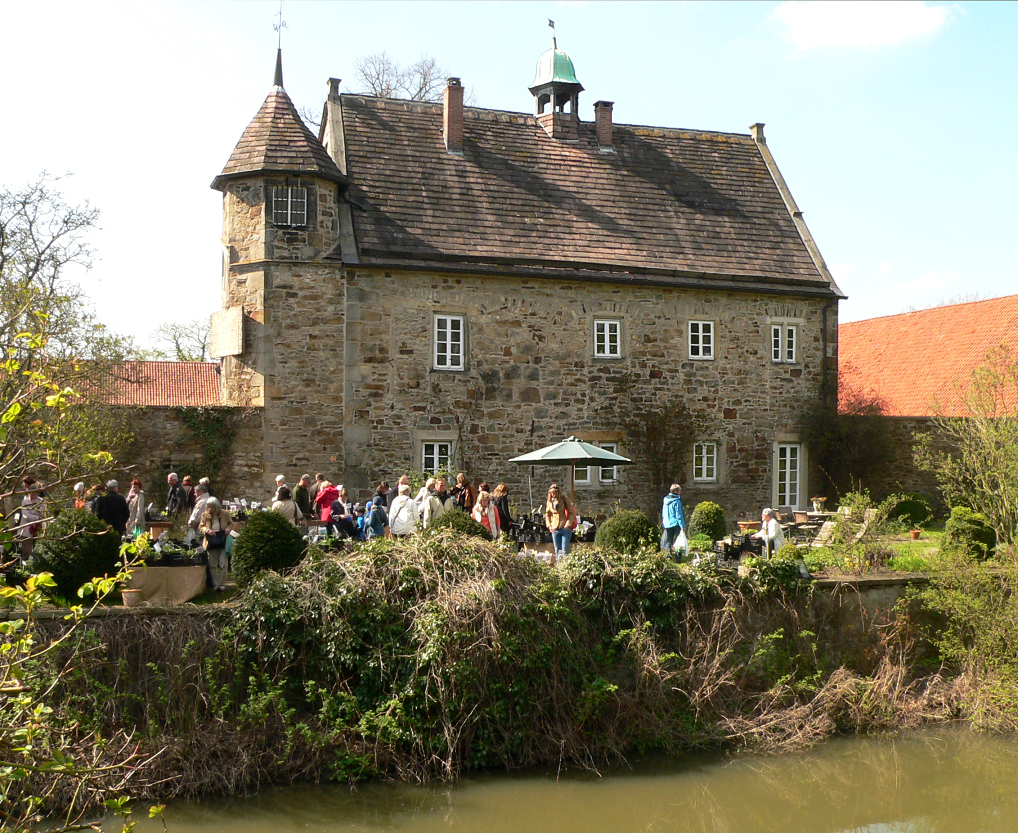
Weserrenaissanceschlösschen

Das Ensemble wird von dem 1599 im Stil der Weserrenaissance errichteten Schlösschen und dem 1701 errichteten barocken Herrenhaus geprägt. Man erreicht den Innenhof über eine Brücke und ein Torhaus. Die Brücke wurde 1750 errichtet; das Torhaus wurde 1930 nach einem Brand wieder aufgebaut. Eine steinerne Sonnenuhr aus dem Jahre 1556 befindet sich am Schlösschen. Der gesamte Gebäudekomplex wird von einem breiten Wassergraben eingerahmt. Über eine weitere Brücke erreicht man den im Stil eines englischen Landschaftsgartens gestalteten Park.

## Sonstiges
Der Dichter Börries Freiherr von Münchhausen verbrachte auf dem Rittergut, das seinem Vater und später seinem Bruder gehörte, etliche Wochen und verfasste hier seine Ballade Der Letzte des Geschlechts über seinen Vorfahren Claus Büschen.

## Heutige Nutzung

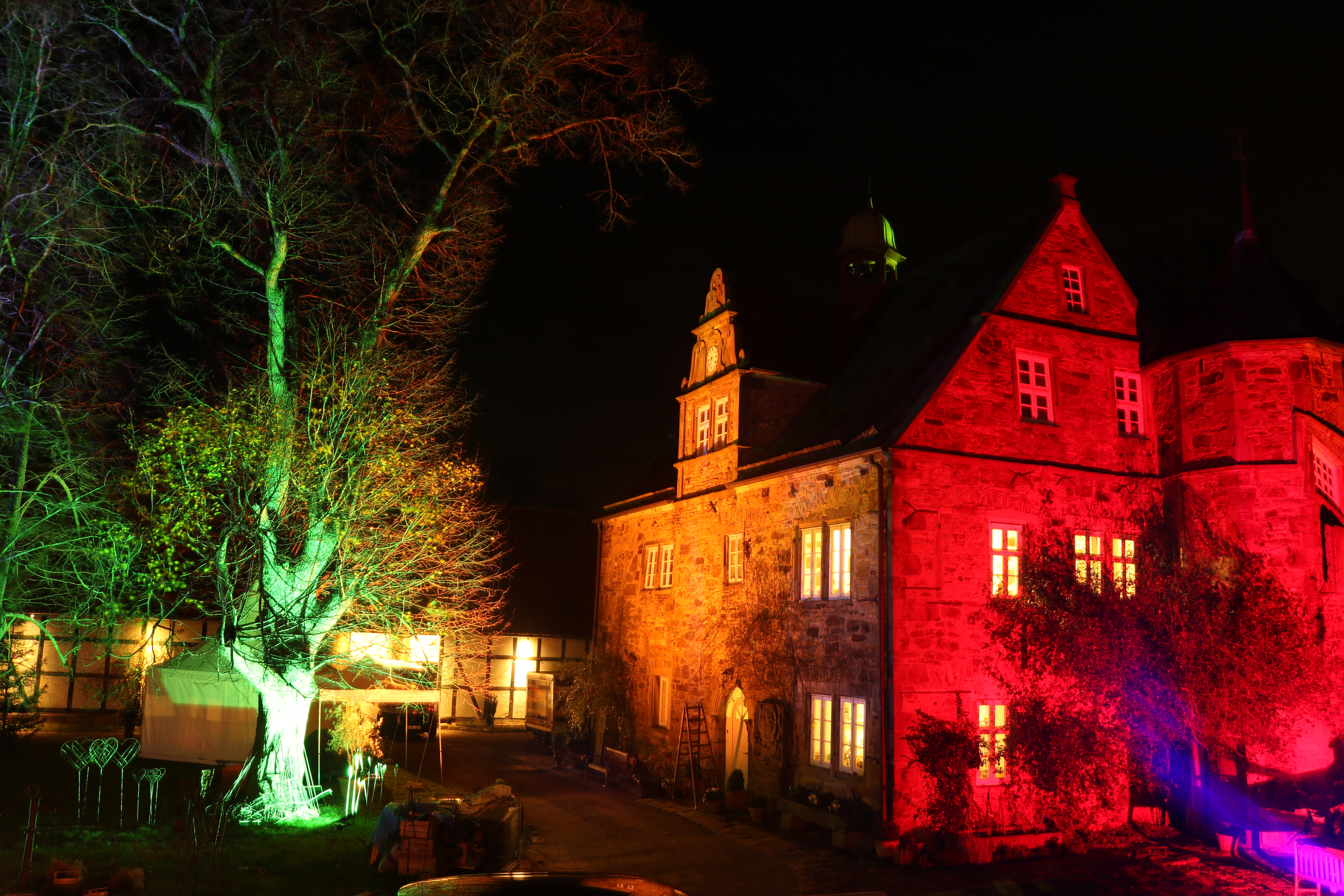
Illumination auf dem Innenhof aus Anlass einer Ausstellung (2015)

Das Rittergut befindet sich im Privatbesitz und wird landwirtschaftlich genutzt. Außerdem finden auf dem Gelände in der Art von Landpartien Ausstellungen und Veranstaltungen, wie z. B. das „Parkfestival Romantic Garden“, statt. Für festliche Anlässe können Räumlichkeiten gemietet werden. Das sogenannte „Scheunenfest“, das den Auftakt zu jeder Staffel der RTL-Erfolgssendung Bauer sucht Frau bildet, findet jedes Jahr auf dem Rittergut statt. Das Mittelalter-Festival Mittelalterlich Phantasie Spectaculum gastierte bis 2017 jährlich auf Rittergut Remeringhausen.